# Västkusten, Hedemora kommun
Västkusten är en småort i Hedemora socken i Hedemora kommun i Dalarnas län belägen söder om Brunnsjön, på Brunnsjöbergets sluttning. Västkusten är ett bostadsområde strax sydväst om Hedemora.